# Boris Shilkov
Boris Arsenyevich Shilkov (en russe Борис Арсеньевич Шилков), né le 28 juin 1927 à Arkhangelsk et mort le 27 juin 2015 à Saint-Pétersbourg, est un patineur de vitesse soviétique.

## Carrière
Boris Shilkov débute au niveau international en 1953 et devient champion du monde toutes épreuves l'année suivante à Sapporo en devançant son rival Oleg Goncharenko. Aux Jeux olympiques d'hiver de 1956 organisés à Cortina d'Ampezzo en Italie, il est médaillé d'or sur 5 000 mètres et se classe huitième du 1 500 mètres. Pendant sa carrière, il a battu un record du monde sur 5 000 mètres à Medeo en janvier 1955. Après sa carrière, il se reconvertit en tant qu'entraîneur, au club de Leningrad, et a été également à la tête de l'équipe nationale entre 1966 et 1968. Pour ses succès sportifs, il est honoré de l'Ordre du Drapeau rouge du Travail.

## Palmarès
| Compétition                           | Or               | Argent     | Bronze |
| Jeux olympiques                       | 1956 (5 000 m)   |            |        |
| Championnats du monde toutes épreuves | 1954             | 1953, 1957 | 1955   |
| Championnats d'Europe toutes épreuves | 1954             |            |        |
| Championnats de URSS toutes épreuves  | 1953, 1954, 1955 |            |        |

## Records personnels
| Distance      | Temps         | Année |
| ------------- | ------------- | ----- |
| 500 mètres    | 41 s 9        | 1960  |
| 1 500 mètres  | 2 min 10 s 4  | 1955  |
| 5 000 mètres  | 7 min 45 s 6  | 1955  |
| 10 000 mètres | 16 min 50 s 2 | 1955  |